# Iran aux Jeux olympiques d'hiver de 2022
L'Iran participe aux Jeux olympiques d'hiver de 2022 à Pékin en Chine du 9 au 20 février 2022. Il s'agit de sa douzième participation à des Jeux d'hiver.
La délégation officielle compte trois athlètes et quatre officiels ; le slogan de la délégation pour ces Jeux est « puissant comme des montagnes, blanc comme neige, fier comme l'Iran ».

## Athlètes engagés
| Sport       | Hommes | Femmes | Total |
| ----------- | ------ | ------ | ----- |
| Ski alpin   | 1      | 1      | 2     |
| Ski de fond | 1      | 0      | 1     |
| Total       | 2      | 1      | 3     |

## Résultats

### Ski alpin
Deux quota sont attribués au comité au terme de la saison 2021-2022.
Chez les femmes, Atefeh Ahmadi a notamment participé à deux mondiaux avec deux 46es places à la clé (slalom en 2019 et géant en 2021) ; en 2018, elle était proche de participer à ses premiers jeux à l'âge de 17 ans mais la fédération iranienne ne lui avait pas accordé le quota la jugeant trop jeune.
Chez les hommes, Hossein Saveh-Shemshaki avait participé aux jeux olympiques de Vancouver en 2010 avec son frère Pouria puis porte-drapeau de la délégation à Sotchi en 2014. Il revient en 2022 où il doit être aligné en slalom et en slalom géant.
Le 9 février il est suspendu pour toute la durée des Jeux en raison d’un contrôle positif à un stéroïde anabolisant,.
| Athlète       | Épreuve | 1re manche    | 1re manche | 2e manche | 2e manche | Total    | Total    |
| Athlète       | Épreuve | Temps         | Rang       | Temps     | Rang      | Temps    | Rang     |
| ------------- | ------- | ------------- | ---------- | --------- | --------- | -------- | -------- |
| Atefeh Ahmadi | Slalom  | 1 min 11 s 88 | 57e        | Éliminée  | Éliminée  | Éliminée | Éliminée |

### Ski de fond
Si le fondeur Sattar Seid a bien pu décrocher un quota en ski de fond, il ne participe finalement pas aux jeux, qui aurait pu être sa quatrième olympiade, à la suite d'un test positif au Covid-19.
Danial Saveh Shemshaki est amené alors à le remplacer
| Athlète     | Épreuve         | Temps       | Rang |
| ----------- | --------------- | ----------- | ---- |
| Stavre Jada | 15 km classique | 47 min 26 s | 84e  |